# 援助阮福映
法国援助阮福映，是越南曾经发生的一个历史事件。它的主要责任人阮福映（他通常被称为嘉隆皇帝），阮朝未来的开国皇帝，从1777年一直持续到1820年。从1777年起，巴黎外交使团协会的皮格诺·德·贝汉经理开始保护逃离西山攻势的年轻越南王子。皮楼比海前往法国寻求军事援助，并通过1787年法国国王路易十六和阮亲王签订的《凡尔赛条约》达成了援助阮福映的协议。由于法国政权在法国大革命前夕承受着相当大的压力，法国无法实施该条约。然而，皮楼比海经理坚持他的努力，并在法国个人和贸易商的支持下，组建了一支由法国士兵和军官组成的部队，为阮福映军队的现代化做出贡献，使他的胜利成为可能。

## 历史
1777年，15岁的阮亲王首次介入越南王朝战争，并成功逃离了西山的攻势，在下田公国南部接受了皮楼比海经理的庇护。皮楼比海和他在下田的天主教社区随后帮助了阮福映在普罗般江岛避难。